# 圣米迦勒教堂 (科希策)

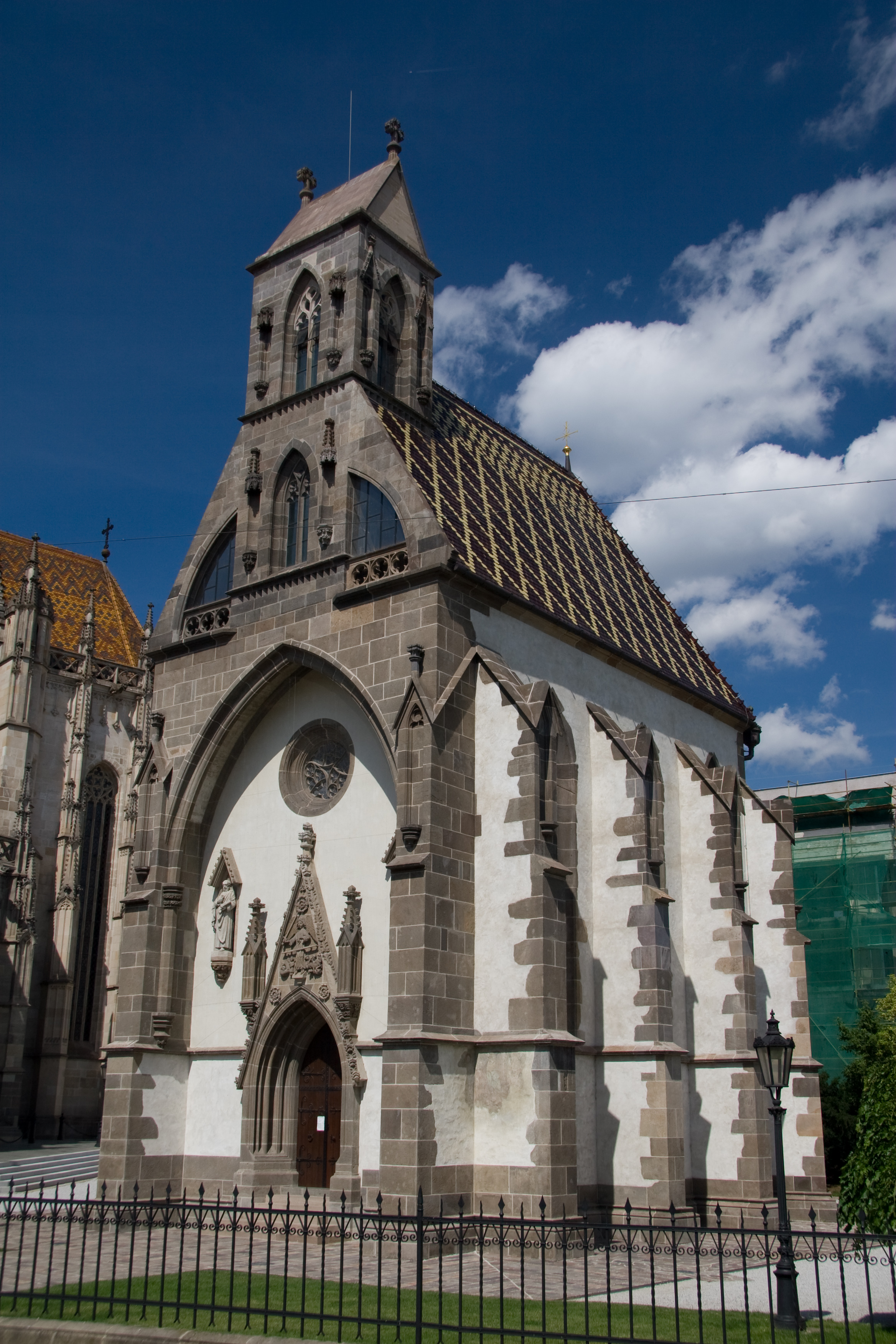
圣米迦勒教堂

圣米迦勒教堂是位于斯洛伐克科希策的一座哥特式教堂。 圣米迦勒教堂的歷史可以追溯到14世纪上半叶，當時該建築是一座具有墓地功能的教堂。 该教堂于2006年重建。